# Utricularia triloba
Utricularia triloba är en tätörtsväxtart som beskrevs av Benj.. Utricularia triloba ingår i släktet bläddror, och familjen tätörtsväxter. Inga underarter finns listade i Catalogue of Life.

## Bildgalleri

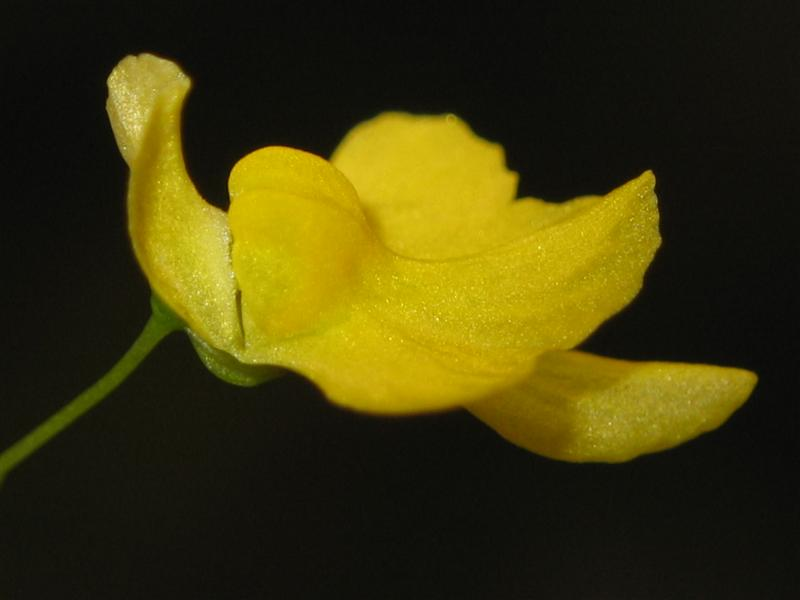